# Houston Oilers 1984
La stagione 1984 degli Houston Oilers è stata la 15ª della franchigia nella National Football League, la 25ª complessiva. La squadra vinse una gara in più della stagione precedente terminata con un record di 2–14, non qualificandosi per i playoff per il quarto anno consecutivo. Sperando di migliorare l'attacco, gli Oilers vinsero la corsa per firmare il quarterback stella della CFL Warren Moon. Earl Campbell, invece, in netto declino, fu scambiato con i Saints dopo avere perso 5 delle prime 6 gare. Ciò lasciò un grosso vuoto nel ruolo di running back ma fu la difesa il reparto peggiore della squadra, subendo complessivamente 457 punti.

## Scelte nel Draft 1984
Nel Draft 1984 gli Oilers scelsero come secondo assoluto l'offensive tackle Dean Steinkuhler. Nel Draft supplementare invece chiamarono il running back vincitore dell'Heisman Trophy Mike Rozier. Questi giocò le prime due stagioni da professionista nella United States Football League, passando nella NFL con Houston nell'autunno 1985.

## Roster
| Roster degli Houston Oilers nel 1984 |
| --- |
| Quarterback - 10 Oliver Luck - 1 Warren Moon Running Back Wide Receiver - 85 Carl Roaches - 83 Tim Smith Tight End - 83 Mike McCloskey Offensive Linemen - 74 Bruce Matthews G - 63 Mike Munchak G - 70 Dean Steinkuhler T Defensive Linemen Linebacker Defensive Back - 29 Patrick Allen CB - 25 Keith Bostic SS - 24 Steve Brown CB - 31 Jeff Donaldson S Special Team |
| Legenda - I rookie sono in corsivo. - Il primo ruolo è il principale mentre gli eventuali successivi indicano i ruoli secondari. - (IR) sta per Injured Reserve ed indica la lista ristretta per un solo giocatore infortunato che può tornare ad allenarsi dopo la settimana 6 e a rientrare in prima squadra dopo che questa ha giocato 8 partite. - (NF-Inj.) / (NF-Ill.) stanno rispettivamente per Non-Football Injured e Non-Football Illness ed indicano le liste dove viene inserito un giocatore che ha un infortunio o una malattia non dipendente dal football americano. - (PUP) sta per Physically Unable to Perform ed indica la lista dove viene inserito un giocatore mentre è in attesa di recuperare la condizione fisica. Nella stagione regolare dopo la sesta partita giocata dalla propria squadra, il giocatore ha tempo tre settimane per riprendere ad allenarsi, più tre settimane aggiuntive dal suo rientro agli allenamenti per rientrare in prima squadra. |

Fonte:

## Calendario
| Stagione regolare |                        |           |
| Turno             | Avversario             | Risultato |
| 1                 | Los Angeles Raiders    | S 24–14   |
| 2                 | Indianapolis Colts     | S 35–21   |
| 3                 | at San Diego Chargers  | S 31–14   |
| 4                 | at Atlanta Falcons     | S 42–10   |
| 5                 | New Orleans Saints     | S 27–10   |
| 6                 | at Cincinnati Bengals  | S 13–3    |
| 7                 | at Miami Dolphins      | S 28–10   |
| 8                 | San Francisco 49ers    | S 34–21   |
| 9                 | Cincinnati Bengals     | S 31–13   |
| 10                | at Pittsburgh Steelers | S35–7     |
| 11                | at Kansas City Chiefs  | V 17–16   |
| 12                | New York Jets          | V 31–20   |
| 13                | at Cleveland Browns    | S 27–10   |
| 14                | Pittsburgh Steelers    | V 23–20   |
| 15                | at Los Angeles Rams    | S 27–16   |
| 16                | Cleveland Browns       | S 27–20   |

## Classifiche
| AFC Central            | AFC Central | AFC Central | AFC Central | AFC Central | AFC Central | AFC Central | AFC Central | AFC Central | AFC Central |
|                        | V           | S           | P           | %           | DIV         | CONF        | PF          | PA          | Str.        |
| ---------------------- | ----------- | ----------- | ----------- | ----------- | ----------- | ----------- | ----------- | ----------- | ----------- |
| Pittsburgh Steelers(3) | 9           | 7           | 0           | .563        | 5–1         | 6–6         | 387         | 310         | V2          |
| Cincinnati Bengals     | 8           | 8           | 0           | .500        | 3–3         | 6–6         | 339         | 339         | V4          |
| Cleveland Browns       | 5           | 11          | 0           | .313        | 3–3         | 4–8         | 250         | 297         | V1          |
| Houston Oilers         | 3           | 13          | 0           | .188        | 1–5         | 3–9         | 240         | 437         | S2          |